# Jermogen (Korčukov)
Jermogen (světským jménem: Jevgenij Jevgeněvič Korčukov; * 11. února 1981, Moskva) je ruský duchovní Ruské pravoslavné církve, biskup turanský a vikář kyzylské eparchie.

## Život
Narodil se 11. února 1981 v Moskvě.
Po střední škole č. 4 v Choťkově nastoupil na Rjazaňské duchovní učiliště. Absolvoval povinnou vojenskou službu. Roku 2001 pracoval v misijním oddělení Moskevské duchovní akademie. O pět let později dokončil Moskevský duchovní seminář.
Dne 10. července 2008 byl postřižen na rjasofora a 25. října arcibiskupem orechovo-zujevským Alexijem (Frolovem) rukopoložen na jerodiákona. Kněžské svěcení přijal 31. října 2009 z rukou patriarchy moskevského Kirilla.
Roku 2010 se stal ekonomem Zaikonospasského monastýru v Moskvě. Dne 4. listopadu 2012 byl postřižen na monacha se jménem Jermogen. O dva roky později dokončil Moskevskou duchovní akademii.
V říjnu 2020 byl poslán sloužit do kyzylské eparchie. Zde se stal sekretářem eparchie, vedoucím oddělení pro náboženské vzdělání a katechezi, představeným chrámu svatých Petra a Pavla ve vesnici Čerbi. Byl představeným několika dalších chrámů.
Dne 27. prosince 2023 jej Svatý synod zvolil biskupem turanským a vikářem kyzylské eparchie. Dne 2. ledna 2024 byl povýšen na archimandritu a biskupská chirotonie proběhla 18. února v chrámu Svaté Trojice v Reutově. Hlavním světitelem byl patriarcha moskevský a celé Rusi Kirill.
Od 12. března 2024 je představeným monastýru svatého Vladimíra v Turanu.